# Fidonia albicans
Fidonia albicans är en fjärilsart som beskrevs av Charles Oberthür 1896. Fidonia albicans ingår i släktet Fidonia och familjen mätare. Inga underarter finns listade i Catalogue of Life.